# ستيفانيا إلفوتينا
ستيفانيا ألكسندروفنا إلفوتينا (بالروسية: Стефания Александровна Елфутина؛ من مواليد 27 يناير 1997) بحارة روسية. كانت أول ميدالية لها في فئة الكبار هي حصولها على الميدالية البرونزية في بطولة أوروبا للإبحار الشراعي لعام 2016 في هلسنكي.
فازت إلفوتينا بميدالية برونزية في دورة الألعاب الأولمبية الصيفية 2016 في ريو دي جانيرو، في سباق آر أس:أكس للسيدات.